# An einem trüben Nachmittag
An einem trüben Nachmittag ist ein britischer Kriminalfilm des Regisseurs Bryan Forbes aus dem Jahr 1964, der auf dem Buch Séance on a Wet Afternoon von Mark McShane beruht.

## Handlung
Myra Savage (Kim Stanley) ist ein Medium, das Seancen in ihrer Wohnung abhält. Ihr Mann Bill (Richard Attenborough), der an Asthma leidet, arbeitet als ihr Assistent. Im Auftrag seiner Frau entführt er die Tochter eines reichen Ehepaars. Dieses Kind wird in einem Raum ihrer Wohnung gefangen gehalten, der wie ein Zimmer in einem Krankenhaus wirkt. Als Krankenschwester verkleidet erweckt Myra auf das Kind den Eindruck, dass es sich tatsächlich in einem Krankenhaus aufhält. Der Polizei gegenüber erweckt sie nun den Eindruck, dass sie mit Hilfe ihrer medialen Fähigkeiten Kontakt zu dem Kind erhält, und lässt sich hierfür bezahlen. Als die Polizei Ermittlungen gegen die beiden anstellt, merkt Bill, dass Myra das Kind nicht am Leben lassen will. Überschattet wird dies alles durch den Tod von Myras eigenem Kind (Arthur). Dieses ist bei der Geburt gestorben und ist jetzt Myras medialer Kontakt.

## Kritik
„Ein vom Klischee abweichender, in der Atmosphäre bedrückender Kriminalfilm, der in weitgehend kunstvoller Weise kriminalistische Spannung mit der Studie einer psychischen Krankheit verbindet.“

## Auszeichnungen und Nominierungen
- Kim Stanley war 1965 als beste Schauspielerin für den Oscar nominiert
- Richard Attenborough wurde 1965 als bester britischer Schauspieler mit dem British Film Academy Award ausgezeichnet
- Kim Stanley war 1965 als beste ausländische Schauspielerin für den British Film Academy Award nominiert
- Bryan Forbes wurde 1965 mit dem Edgar ausgezeichnet
- Kim Stanley wurde 1964 mit dem Golden Laurel ausgezeichnet
- Kim Stanley wurde 1964 mit dem NBR Award als beste Schauspielerin ausgezeichnet
- Bryan Forbes wurde 1965 mit dem Writers Guild of Great Britain Award ausgezeichnet

## Neuverfilmung
An einem trüben Nachmittag wurde 2001 in Japan als Seance – Das Grauen neu verfilmt.

## Adaptionen
Eine Oper (Séance on a Wet Afternoon) von Stephen Schwartz basierend auf diesem Film wurde am 26. September 2009 im Granada Theater-Opera Santa Barbara in Kalifornien uraufgeführt.